# 山口県道261号豊浦久野線
山口県道261号豊浦久野線（やまぐちけんどう261ごう とようらくのせん）は、山口県下関市を通る一般県道である。

## 概要
下関市豊浦町大字川棚から下関市菊川町大字久野に至る。
1958年（昭和33年） - 1965年（昭和40年）は山口県道豊浦菊川線という名称だった。

### 路線データ
- 起点：下関市豊浦町大字川棚（川棚交差点、国道191号交点、山口県道40号豊浦清末線起点）
- 終点：下関市菊川町大字久野（山口県道35号豊浦菊川線交点）

## 路線状況

### 重複区間
- 山口県道40号豊浦清末線（下関市豊浦町大字川棚・川棚交差点（起点） - 下関市豊浦町大字川棚）

## 地理

### 通過する自治体
- 山口県
  - 下関市

### 交差する道路
| 交差する道路                                                | 交差する場所   | 交差する場所      |
| ----------------------------------------------------------- | -------------- | ----------------- |
| 国道191号 山口県道40号豊浦清末線 重複区間起点               | 豊浦町大字川棚 | 川棚交差点 / 起点 |
| 山口県道40号豊浦清末線 重複区間終点 山口県道244号下関川棚線 | 豊浦町大字川棚 |                   |
| 山口県道35号豊浦菊川線                                      | 菊川町大字久野 | 終点              |

### 沿線
- JR西日本山陰本線 川棚温泉駅
- 下関市役所 豊浦総合支所
- 下関市立豊浦図書館 - 2014年（平成26年）12月20日に下関市役所豊浦総合支所の2階に移転・開館[1]。
- 烏山工芸館
- 川棚温泉
- 妙青寺 - 種田山頭火の句碑がある。
- 中国自然歩道
- 三恵寺（さんえいじ）
- 下酪白鷺牧場